# I. Katalin navarrai királynő
I. Katalin (1470 (1468?) – Mont-de-Marsan, 1517. február 12.), spanyolul: Catalina de Foix, baszkul: Katalina I. a Foixkoa, franciául: Catherine de Foix, katalánul: Caterina de Foix, occitánul: Catarina de Fois, navarrai királynő; a királyságnak a második – és egyben az utolsó – uralkodója volt a Foix-házból. Katalin Foix és Bigorre grófnője, Béarn algrófnője és Andorra társúrnője, Candale-i Anna (1484-1506), magyar királyné elsőfokú unokatestvére, Cesare Borgia (1475-1507) sógornője, és IV. (Bourbon) Henrik (1553-1610), francia – egyúttal III. Henrik navarrai – királynak a dédanyja.
"János! Ha mi másképp születünk, és Ön lenne Katalin én pedig János, akkor nem vesztettük volna el Navarrát."

## Származása
I. Katalin navarrai királynő a Foix-házból, pontosabban szólva, a második Foix-házból, avagy Foix–Grailly-i házból származott. Az apja Gaston (1444-1470) infáns, Viana hercege, a Navarrai Királyság trónörököse; az anyja Valois Magdolna (1443-1495), a Navarrai Királyság régensnője volt (Valois-ház). Katalin apai nagyszülei – IV. Gaston (1423-1472), Foix grófja, és I. Eleonóra (1426-1479), navarrai királynő (ő a Trastámara-házból származott) – túlélték Katalin apját, ez a tény, kinek, milyen hivatkozási alapot jelentett, annak taglalása Katalin uralkodásának ismertetéséhez kapcsolódik.

## Élete és uralkodása
Katalin királynő trónra lépését követően, az életében és az uralkodásában, három időszak jól elkülöníthető. Az első időszak 1483-tól, tehát a trónra lépésétől, 1494-ig, a Pamplonában történt koronázásig terjedt. A második időszak 1494-től 1512-ig tartott, amely a királynőnek és férjének a tényleges felső-navarrai uralkodását öleli fel. A harmadik időszak 1512-től, Felső-Navarra elvesztésétől, a királynő haláláig (1517) tartott. A királynő uralkodásának vázolása kapcsán, többször is, elengedhetetlenül szükséges, a nemzetközi viszonyok, kapcsolódások ismertetése.

### Az első időszak (1483-1494)
1483. január 30-án meghalt Katalin bátyja és elődje, I. Ferenc Phoebus (1467-1483) navarrai király. Az édesanyja, Magdolna régensnő gyámsága alatt álló Katalin infánsnő, ekkor, tizenhárom évesen trónra lépett, ő lett I. Katalin navarrai királynő. A Cortes (a Navarrai Királyság rendi gyűlése) már 1483. februárban, elfogadta Katalin trónra lépését, illetve azt is, hogy a királyságot, mint egy helytartóként, Pierre de Foix (1449-1490), a bíborossá kreált infáns (Katalin apai ágú nagybátyja) kormányozza. Ez utóbbira azért is szükség volt, mert Katalin és édesanyja a Pireneusok túloldalán, jellemzően Pau városában tartózkodott. Katalin – 1483-ban – az öccse utódaként, Foix grófnője is lett, Pau városa pedig a Foix grófjai által uralt, Béarni Algrófságnak volt a székhelye. A Pau-ban történő tartózkodásnak azonban más oka is volt: Felső-Navarrát, évtizedek óta, pártviszály sújtotta, a beaumonteses-nek és agramonteses-nek nevezett nemesi frakcióknak az ádáz küzdelme. A belviszály miatt, a régensnő Pau-ban érezte magát biztonságban; Pamplonát, 1481, illetve 1482 január óta, Luis III de Beaumont (1430?-1508), Lerín második grófja, a beaumonteses frakció vezére uralta: Az I. Ferenc Phoebus koronázásához kapcsolódó, nagyon rövid időszakot (1481. november – 1482. január) jelentő, pamplonai, illetve felső-navarrai tartózkodás után, az intrikáktól tartó régensnő, és I. Ferenc Phoebus, visszatértek a Béarn-i Algrófságba.
Tekintettel arra, hogy a kánonjog lehetővé tette a lányok számára tizenkét évesen a házasságkötést, szinte azonnal „napirendre” került Katalin férjhez menetele, és spanyol kérő jelentkezett. Navarrát, Portugáliát, és a Granadai Emírséget kivéve, a Hispániai-félsziget felett, I. (Katolikus) Izabella (1451-1504) kasztíliai és leóni királynő, valamint a férje, II. (Katolikus) Ferdinánd (1452-1516) aragóniai király uralkodtak (II. Ferdinánd egyébként I. Katalin apai ágú nagyanyjának, I. Eleonóra navarrai királynőnek, a féltestvére volt). E királyi párból, elsősorban II. Ferdinándnak, a „szívügye” volt Felső-Navarra megszerzése, a spanyol területek egyesítése. Az aragóniai uralkodó Felső-Navarrától a franciákat távol akarta tartani, de motiválta az is, hogy az apja, II. (Öreg) János (1398-1479), nem csak Aragóniának, hanem Navarrának is a királya volt. A Katolikus Királyok ezért, az elsőszülött fiúk, János (1478-1497) herceg részére, megkérték Katalin királynő kezét. Magdolna régensnő azonban visszautasította ezt a házassági ajánlatot, nem tudta elfogadni azt, hogy – a házasságkötés révén – a Francia Királyság részét képező, Foix Grófság ura, a spanyol királyságok leendő uralkodója legyen.
A régensnő, a származása, a családi kötödései folytán, a franciákkal való jó kapcsolat fenntartását szorgalmazta. Katalin férje Jean d’Albret (1477 – 1516), Tartas algrófja (vikomtja) lett. Az esküvőre 1484. június hónapban, Lescar városka katedrálisában került sor. Az ekkor még csak hét éves férj, a házasságkötéssel, a felesége jogán, III. János néven, navarrai királlyá vált, ő az első navarrai uralkodó az Albret-házból.
III. János apja, Alain d’ Albret (1440/1448-1522), Nagy Alain, Albret ura, Tartas algrófja (vikomtja) volt. Az erőteljes egyéniségű francia nemes úr, a kezdetektől fogva, jelentős szerepet játszott az ifjú királyi pár életében, és a navarrai politikában.
A házasságkötést Pierre de Foix bíboros (aki Felső-Navarrát kormányozta) ellenezte, egyébként a Cortes többsége is a spanyol házasságot támogatta, nem a franciát. Magdolna régensnő ezért menesztette is a bíborost a kormányzói tisztségből. Az új kormányzó az ifjú Jacques de Foix (1463?, 1469?-1500?, 1508?) infáns, Cortes grófja lett, a bíboros öccse (aki tehát szintén Katalin apai ágú nagybátyja volt).
Katalinnak már ekkor trónkövetővel kellett szembenéznie. Jean de Foix (1450 körül -1500) infáns, Narbonne algrófja (vikomtja), aki Katalinnak szintén az apai ágú nagybátyja volt, követelte mind a navarrai trónt, mind Foix Grófságot. Az algróf a következőkre hivatkozott: Nem ismerte el a nők öröklési jogát, ezért – mivel bátyja, Pierre de Foix bíboros lett, tehát egyházi személlyé vált –, a három testvér (Gaston, Viana hercege, Pierre bíboros, és saját maga) közül, a szüleik (IV. Gaston gróf és I. Eleonóra királynő) halála után, ő lett a legközelebbi férfi örökös. Jean de Foix, igényének érvényesítése végett, eredményesen fordult a bíróságként működő Párizsi Parlamenthez, és 1497-ig tartó küzdelem kezdődött közte, és I. Katalin között; azonban a Navarrai Királyságban nem vették figyelembe a Jean de Foix számára kedvező parlamanti döntést, mert Navarrában nem volt akadálya a női öröklésnek.
Közben Nagy Alain, Albret ura, „aktivizálta” magát. A Francia Királyság régensnője ekkor (1483-1491 között) Anne de Beaujeu (1461-1522) volt, az öccse, VIII. (Nyájas) Károly (1470-1498) király kiskorúsága miatt. A régensnő az apjuknak XI. (Óvatos) Lajos (1423-1483) királynak, az önálló főnemesi tartományok számának csökkentésére irányuló politikáját akarta folytatni. Az ellenálló főnemesek, 1485-ben, kirobbantották az ún. „őrültek háborúját”, amely 1488-ig tartott, és az ellenálló főnemesek vereségével ért végett. A főnemesi szervezkedés élén, II. Lajos, Orléans (1462-1515) hercege állt, a későbbi XII. Lajos király, de Nagy Alain is főszerepet játszott. Ő közben, 1486-ban, Jacques de Foix helyett, Navarra kormányzója („alkirálya”) lett, így a kis királyság belesodródott a konfliktusba. Beaujeu-i Anna nem felejtette el Nagy Alain fellépését, a régensnő támogatásával, a Foix Grófság a trónkövetelő Jean de Foix birtokába került.
Ez alatt Felső-Navarrában sem a királyi pár javára alakultak a körülmények. Az ún. „őrültek háborúja” adta a helyzetet, a beaumonteses nemesi frakció vezére, Luis III de Beaumont, Lerín második grófja, a maga javára ki is használta, tovább növelte a befolyását, a hatalmát, amit elősegített a királyság fővárosának, Pamplonának a birtoklása. Luis III de Beaumont, tulajdonképpen, akadályozta azt, hogy a királyi párt – a királyság fővárosában – megkoronázhassák. A gróf magabiztosságát erősítette az, hogy számított II. Ferdinánd aragóniai király támogatására, ugyanis az aragóniai uralkodó a sógora volt: Luis III de Beaumont felesége, Aragóniai Eleonóra, II. János aragóniai királynak a házasságon kívül született leánya, azaz, II. Ferdinándnak a féltestvére volt.
Nagy Alain, ebben a helyzetben, csak egyet tehetett: II. Ferdinándhoz fordult, az aragóniai uralkodó vegye védelmébe a navarrai királyi párt, mind Anne de Beaujeu régensnőnek Foix János trónkövetelőnek adott támogatásával, mind Luis III de Beaumont erőszakosságával szemben. A két fél, 1488-ban, Valenciában, meg is állapodott arról, hogy Navarr „semleges” királyság lesz, az északi és déli szomszédjai között, nem keveredik bele semmilyen konfliktusba, és tervezik a navarrai, és a kasztíliai-aragóniai királyi pár gyermekei közötti házasságot; illetve a navarrai királyi párt meg kell koronázni. (Katalinnak és férjének a pamplonai koronázására azonban még éveket kellett várni.) A megállapodást, mai kifejezéssel, szinte Navarra feletti, kasztíliai-aragóniai részről megvalósuló „protektorátusnak” lehet tekinteni.
VIII. Károly francia király, 1491-ben, átvette a hatalmat, nővére, Anne de Beaujeu régensnői mivolta megszűnt. Az itáliai álmokat szövő, konkrétan a Nápolyi Királyság megszerzését kitűző VIII. Károlynak, szüksége volt arra, hogy II. Ferdinánd ne támogassa a Nápolyt uraló rokonait. A két fél, már 1491-ben, Narbonne-ban, erről meg is állapodott, a „nápolyi kérdést” összekötve Navarra helyzetének rendezésével, akként, hogy a kis pireneusi királyság valóban semleges állam legyen.
A két király megegyezésének köszönhetően, Nagy Alain és VIII. Károly megbékültek – és szintén 1491-ben –, a francia király csapatai kiűzték Foix-i Grófságból a trónkövetelő Jean de Foix híveit, a grófság visszakerült Katalin birtokába (igaz, az algróf, 1494-ben, ismét fegyvert ragad a királynő ellen).
Még 1491-ben, Pauban, a Béarn-i Algrófságban, a nagykorúvá vált III. János, esküt téve, megerősítette a Katalinnal kötött házasságát (ezt követte az elhálás), míg Foix és Béarn képviselői, Katalin királynőnek és III. Jánosnak, hűséget esküdtek.
Nem csak a francia uralkodóval, hanem a Katolikus Királyokkal is jó viszony alakult ki, amit az is jelzett, hogy 1492 augusztusában, I. Izabella és II. Ferdinánd, Zaragozában barátságosan fogadta Magdolna régensnőt, ezzel is akadályok hárultak el Katalin és III. János koronázása elől.
Sőt, egy évvel később, 1493 augusztusában, az Olite városában ülésező Cortes, üzenetet küldött a királyi párnak, jöjjenek Felső-Navarrába, koronáztassák meg magukat, távollétük az oka a királyság „minden bajának”; illetve, a régensnő (és így az uralkodói pár) részéről Orthez városában, míg Luis III de Beaumont részéről Pamplonában elfogadott, 1493. november 6-i keltezésű megállapodással, a királyi párnak sikerült megegyeznie a beaumonteses-ekkel. Katalin királynő és III. János, 1493. december 21-én, koronázásuk céljából, meg is jelentek Pamplona kapuinál, de azokat mégis zárva találták. Luis III de Beaumont ugyanis, az őszi megegyezés ellenére, nem kívánta az uralkodói párt beengedni a fővárosba, arra hivatkozva, hogy a kíséretükben, túl sokan vannak az agramonteses-ek – a beaumonteses-ek riválisai – közül. Az agramonteses-ek (akik Katalint és férjét támogatták) vezéregyéniségei közül, Pedro II de Navarra (? – 1522/1523), Muruzábal ötödik várgrófja, a Navarrai Királyság marsallja, valóban, mindig hűségesen kitartott Katalin és a férje mellett; míg a beaumonteses-ek az aragóniai király pártfogását keresték.
Katalin és III. János, kénytelenek voltak Egüés városkába visszavonulni. Luis III de Beaumont azonban utánuk ment, és az egyeztetésük eredményeképpen, 1494 első napjaiban, meg is nyitotta Pamplona kapuit a királyi pár előtt. I. Katalint és III. Jánost, 1494. január 12-én, a pamplonai székesegyházban, királlyá koronázták; átvették az uralkodást a Navarrai Királyságban, Katalin édesanyjának, Magdolnának a régensnői tisztsége megszűnt, ő egy évvel később, 1495. január 23-án, Pamplonában elhunyt.

### A második időszak (1494-1512)
A koronázás sem hozott békét Navarra amúgy is viharos történetében.
Alsó-Navarrában a trónkövetelő Jean de Foix, ismét fellépett Katalin ellen, azonban Felső-Navarrában ennél sokkal súlyosabb volt a helyzet: Luis III de Beaumont, a rövid ideig tartó, törékeny békességet megtörve, már 1494 szeptemberében, fegyveres harcba kezdett az uralkodók ellen: Lerín grófja úgy látta, túlzott mértékű lett Navarrában a francia befolyás. Válaszul, 1494 októberében, az uralkodók elrendelték a gróf és családja vagyonának az elkobzását. Az elmérgesedett helyzetben, III. János – 1495. januárban – a gróf meggyilkolását is felvetette, ezt Katalin királynő megakadályozta. A király tervét a kormányzásra továbbra is nagy befolyással bíró apja, Nagy Alain is ellenezte, attól tartva, hogy II. Ferdinánd megbosszulná sógora halálát; akinek Luis III de Beaumont egyes birtokait, így például a stratégiailag fontos (Viana várát, át is adta. Nagy Alain ezért inkább a Navarra uralkodói és az aragóniai király közötti jó kapcsolat fenntartására törekedett. Nagy Alain, 1495. március 4-én, Madridban, meg is állapodott II. Ferdinánddal, egyebek mellett abban, hogy Luis III de Beaumont elhagyja Navarrát, és az elvett navarrai birtokai fejében, Huéscar márkija lesz, Katalin nevű lánya pedig feleségül megy Jacques de Foix-hoz, Cortes grófjához. Lerín grófja – 1495. áprilisban – el is hagyta Navarrát; azonban a II. Ferdinándnak átadott birtokai még továbbra is az aragóniai király birtokában maradtak. A megállapodásnak azonban az is a részét képezte, hogy Katalinnak és III. Jánosnak, az ekkor, 1495-ben, egy éves, Magdolna (1494-1504) nevű kislányát, öt évig, a Katolikus Királyok udvarában nevelik. Tulajdonképpen a Navarra feletti, az 1488. évi, valenciai megállapodás óta tartó, kasztíliai-aragóniai „protektorátus” nem enyhült.
1497. szeptember 7-én, Tarbes városkában, Katalin királynő és Jean de Foix végre megállapodtak. Narbonne algrófja, 4.000 font évjáradék ellenében, elismerte I. Katalin uralmát, hosszas küzdelmük véget ért.
A korabeli nagyhatalmi „játszmákból”, azok következményeiből, Navarra nem tudott kimaradni. 1498-ban meghalt a gyermektelen VIII. Károly király, utóda, XII. Lajos, Orléans hercege lett, aki nem adta fel elődjének a Nápolyi Királyság megszerzésére irányuló, de eredményt végül nem hozó törekvéseit.
XII. Lajos trónra lépése, először riadalmat okozott Katalin és férje számára. Egyrészt azért, mert Nagy Alain (aki, tudjuk, a királynő apósa, és a király apja), az ún. „őrültek háborúja” idején, elárulta Lajost, másrészt azért, mert a navarrai királyi pár tartott a francia király házassági terveitől. Az új uralkodó ugyanis az első feleségével, (Szent) Johanna (1464-1505) királynéval kötött házasságát, érvényteleníteni kívánta. Egyrészt azért, mert Johanna terméketlen volt, másrészt azért, mert el akarta venni elődje özvegyét, Anna (1477-1514) királynét, ő volt I. Anna, Bretagne hercegnője. XII. Lajos ezzel a házassággal részben az utódlást kívánta biztosítani, részben azt, hogy a Breton Hercegség továbbra is a Francia Királysággal egységben maradjon, ne különüljön el a királyságtól.
Katalin és férje, a francia király házassági terveitől, azért tartottak, mert Bretagne-i Anna nagybátyja – anyai ágon – Jean de Foix volt, és ezért attól féltek, ha a trónkövetelő elképzelései felélednének, akkor XII. Lajos Narbonne algrófját fogja támogatni; azonban váratlan ajánlatot kaptak a francia királytól. XII. Lajos, hogy a házassága érvénytelenítéséhez elnyerje VI. (Borgia) Sándor (1431-1503) pápa támogatását, létrehozta a Valentinois Hercegséget, amelynek első hercege Cesare Borgia (1475-1507), a pápa fia lett; és a herceg feleségének Albret Saroltát (1480-1514), Châlus úrnőjét (Nagy Alain lányát, III. János testvérét, I. Katalin sógornőjét) szánta. A királyi pár és Nagy Alain örömmel vették az ajánlatot, mert ettől a francia király támogatását várták, ami erősíti az uralmukat. 1499-ben, Chinonban, Cesare Borgia és Sarolta házasságot is kötöttek, XII. Lajos pedig – szintén 1499-ben, csak pár hónappal előbb – feleségül vette Bretagne-i Annát.
A navarrai királyi pár, stabilnak érezve helyzetét, a következő évben, 1500-ban, megkísérelte az 1495. évi, madridi megállapodás, a „protektorátus” enyhítését, ebből a célból III. János a Katolikus Királyokhoz utazott, Sevillába, a gyermeket váró Katalin nem tarthatott a férjével. A tárgyalások azonban, a Sevillában, 1500. május 14-én megkötött megállapodással, a Katolikus Királyok számára kedvező eredménnyel fejeződtek be. Magdolna nem térhetett haza (Medina del Campoban halt meg, 1504-ben), sőt, a navarrai királyi pár – akiknek ekkor négy leánya volt – elfogadta azt, hogy az egyik lányuknak a férje, a Katolikus Királyok gyermekeinek, vagy unokáinak az elsőszülött fia lesz. Mind ezeken túlmenően, megállapodtak abban is, hogy Luis III de Beaumont (Lerín grófja), visszatér Navarrába, visszakapja a birtokait, viselheti a Condestable címet, azaz, a Navarra fő-hadparancsnoka titulust. A felek azonban abban is megállapodtak, ha Lerín grófja újra szembe fordulna a navarrai uralkodókkal, akkor ők megbüntethetik a grófot, ez nem tartozik a Katolikus Királyokra. Luis III de Beaumont, 1500. júniusban, vissza is tért Navarrába, a királyi pár kegyelmet adott neki, a gróf irányítása alá vette Vianát (amit, még 1495-ben, ő adott át II. Ferdinándnak).
A Navarrai Királyság történetében, 1507-ig tartó, békés korszak köszöntött be, a királyi párnak sikerült leszerelnie mind a beaumonteses, mind az agramonteses frakciót. Közigazgatási reformokat vezettek be, és célszerűbbé tették az állami erőforrások felhasználását, III. János pedig humanista kultúrájú udvari miliőt teremtett.
A későbbi, a jövőbeni események, bizonyították is, hogy a beaumonteses – agramonteses szembenállás elvesztette jelentőségét, a kis királyság jövőjét, elsősorban, két hatalmas szomszédjának, a Francia Királyságnak és Kasztília-Aragóniának az egymáshoz való viszonyulása (versengése) dönti el, ezért e kapcsolatrendszer legfontosabb sarokpontjaira ki kell térni:
XII. Lajos serege sikeresen tört előre Itáliában, Cesare Borgia csapataival megerősödve, és 1501. augusztusban, Nápolyt is birtokba vette. Már korábban, 1500. november 11-én, Granadában megkötött titkos szerződésben, a francia király és II. Ferdinánd megállapodtak abban, hogy a Nápolyi Királyságot felosztják egymás között. XII. Lajos – leegyszerűsítve – a királyság északi, míg az aragóniai uralkodó a királyság déli részét fogja uralni (azaz, Nápoly királyai, akárcsak korábban, VIII. Károly támadásakor, most sem számíthattak rokonuk, a Szicíliát uraló aragóniai király segítségére).
A két uralkodó megállapodása nem volt hosszú életű: II. Ferdinánd ragaszkodott ahhoz, hogy ne csak Szicília, hanem Nápoly királyaként is elismerjék, ez az igénye, 1502-ben, a franciák és a kasztíliaiak / aragóniaiak közötti háborút kirobbantotta. II. Ferdinánd serege legyőzte a franciákat, 1503-ban Nápolyt is bevették, és az 1504 januárjában, Lyonban megkötött megállapodással, a Nápolyi Királyság Aragóniához került.
Még 1503-ban, meghalt VI. Sándor pápa, XII. Lajos támogatója. Utóda, a Borgia-család esküdt ellensége, II. (Della Rovere) Gyula (1443-1513) pápa lett, aki Cesare Borgiát lemondatta minden tisztségéről. Cesare Borgiának, aki a pápa fogságába is került, azonban sikerült Nápolyba szöknie, de innen, mint a „közrend megzavaróját”, Hispániába vitték, ahol börtönbe vetették, de innen is megszökött, és Navarrába menekült (1506).
Közben más „vonalon” is fontos események történtek. 1504-ben meghalt I. Izabella kasztíliai és leóni királynő. A megözvegyült II. Ferdinándot ekkor kettős cél vezérelte, az alábbiak szerint:
A Katolikus Királyok leánya, I. (II.) (Őrült) Johanna (1479-1555) lett édesanyjának, I. Izabellának az utóda, Kasztília és León trónján. Johanna, 1496-ban, férjhez ment a Habsburg-házból származó, I. (Szép) Fülöphöz (1478-1506), aki – a felesége jogán – Kasztília és León királya lett. II. Ferdinánd azonban azt szerette volna, ha az – apjától örökölt – Aragóniai Királyság trónjára, nem Johanna és Szép Fülöp gyermeke kerülne; ezért – fiú-utód nemzése céljából –, újabb házasságot kívánt kötni. Feleségének Foix Germánát (Germaine de Foix) (1488/1490/1492-1536), az 1500-ban elhunyt navarrai trónkövetelőnek, Jean de Foix-nak, Narbonne algrófjának a leányát választotta. II. Ferdinánd arra is gondolt, hogy Foix Germánának (I. Eleonóra navarrai királynő unokájának) a feleségül vételével, régi, „titkos” célja megvalósítását, a Navarrai Királyság megszerzését is elérheti.
Annak ellenére, hogy még csak nagyon rövid idő telt el, a Nápolyi Királyság miatt lezajlott összecsapások óta, a francia király támogatta II. Ferdinánd elképzelését, és 1505. október 19-én, Blois-ban megkötött házassági szerződéssel, II. Ferdinánd eljegyezte Foix Germánát. Házasságkötésükre 1506. március 22-én, Déniában került sor. XII. Lajos a házasságtól azt remélte, hogy sikerül megakadályozni a Francia Királyság körül a Habsburg-gyűrűt, hiszen nem csak Kasztília és León királya származott a Habsburg-házból: A Szent Római Birodalom uralkodója is ebből a dinasztiából származott, ő volt I. Miksa (1459-1519) császár, Szép Fülöp apja.
Az elengedhetetlen kitérő után, Katalin és III. János uralkodására visszatérve.
Még 1504 márciusában, Medina del Campoban, I. (Katolikus) Izabella halála előtt, a Katolikus Királyok, és a navarrai királyi pár, mintegy az 1500-ban megkötött, sevillai egyezmény végrehajtásaként, megállapodtak a két uralkodói pár gyermekeinek az összeházasításáról.
I. (Szép) Fülöp, a kasztíliai és leóni király, teljes mértékben, tisztában volt apósának, II. Ferdinándnak a terveivel, amelyek – nyilvánvalóan – nem nyerték meg a tetszését, és ellenlépéseket tett. Figyelmeztette Navarra uralkodóit arra, hogy az 1505-ben, Blois-ban megkötött szerződés (II. Ferdinánd és Foix Germána házassága), milyen veszélyeket jelent számukra, sőt, tovább is lépett. 1506. augusztus 27-én, Tudela de Dueroban, „béke- és barátsági szerződést” kötött a navarrai uralkodókkal, hatálytalanítva a közöttük és II. Ferdinánd közötti megállapodásokból eredő kötelezettség-vállalásokat, egyet kivéve:
Utalással az 1504. évi, Medina del Campoban megkötött egyezségre, megállapodtak abban, hogy Henrik infáns (1503-1555) feleségül fogja venni Izabella infánsnőt (1501-1526), Szép Fülöp és Őrült Johanna leányát.
A szerződés azonban nem realizálódott, nem hozott eredményt Navarra számára, mert Szép Fülöp, váratlanul, 1506. szeptember 25-én, meghalt.   
1507-ben pedig véget ért Navarra történetében az 1500 óta tartó, békés, szinte epizódnak tekinthető időszak. Luis III de Beaumont, II. Ferdinánd híve (talán az 1506. évi események hatására), fellázadt a királyi pár ellen, de csak részsikereket ért el. Ilyen volt az, amikor az általa uralt Viana ellen támadó királyi sereg élén álló, Cesare Borgia (III. János sógora) elesett a harcokban (1507. március 12.). Azonban az esztendő végére, a királyi csapatok kiszorították Lerín grófját Navarrából, gróf Aragóniába menekült, ahol 1508-ban meghalt (Navarrában, a távollétében, halálra ítélték).
Közben Katalint és III. Jánost onnan támadták, ahonnan nem számítottak rá, a Francia Királyság felől. Jean de Foix egykori trónkövetelőnek a fia, Gaston de Foix (1489-1512), Nemours hercege, ugyanis érvényesíteni kívánta néhai apjának az igényeit, magát Foix grófjának és Navarra királyának is nevezte, és XII. Lajos király támogatta is a herceg ügyét. Egyrészt azért, mert Gaston de Foix, a francia király feleségének, Bretagne-i Annának az unokaöccse volt, másrészt azért, mert VI. (Borgia) Sándor pápa halála folytán, XII. Lajos számára, elvesztette jelentőségét az, hogy III. Jánosnak a testvére Cesare Borgia felesége.
XII. Lajos nyomást is gyakorolt a navarrai királyi párra, követelésének a lényege az volt, hogy a Pireneusoktól északra fekvő birtokaikat, például Foix-t, és Béarn-t, adják át Gaston de Foix-nak, amit – érthetően – Katalin és férje visszautasítottak. Ezért, a Párizsi Parlament mintájára működő, a király nevében eljáró bíróság, a Toulouse-i Parlament, az 1510. január 7-én meghozott ítéletével, elrendelte Katalin és III. János franciaországi birtokainak az elkobzását. A navarrai uralkodói pár, természetesen, nem fogadta el ezt az ítéletet, 1510. márciusban követeket küldtek XII. Lajoshoz, hogy a király lássa be az ítélet igazságtalanságát, amit – egyelőre – a francia uralkodó elhárított. Az ítélet ellenére, Katalin és III. János, az 1510-es évnek a jelentős részét, Pau városában, azaz, a Béarn-i Algrófságban töltötte, csak 1511. áprilisban tértek vissza Pamplonába; továbbá, Gaston de Foix, a kiváló hadvezér, éppen XII. Lajos rendelkezése folytán, 1511. februártól, már az itáliai hadszíntéren tartózkodott, nem a Francia Királyságban.
XII. Lajos és a navarrai királyi pár kapcsolata, csak 1512-ben rendeződött, ahhoz, hogy ennek mi volt az indoka, vázlatosan, de ki kell térni az itáliai helyzetre, és visszatérve 1508-ba.
1508. december 10-én, Cambrai városában, II. Gyula pápa, XII. Lajos király, és I. Miksa császár, valamint pár itáliai városállam képviselője, szerződést kötöttek, ez a Cambrai-i Liga, amelynek valódi célja, fegyveres erővel, a Velencei Köztársaság hatalmának a megtörése volt. A franciák, 1509. május 14-én, Agnadello település mellett, döntő győzelmet arattak a velenceiek ellen. II. Gyula pápában a franciák fölénye, túlereje, félelmet keltett, ezért, 1510. februárban, váratlanul kilépett a Cambrai-i Ligából, és a Liga – gyakorlatilag – szét is hullott. Sőt, a pápa, eltávolította trónjáról, a franciákkal rokonszenvező I. Alfonzt (1476-1534), Ferrara hercegét. A francia király, válaszul II. Gyula döntéseire, a pápa ellen lépett fel, és 1510. szeptemberben, Tours városába, zsinatra, összehívta a Francia Királyság püspökeit, akik megtagadták a pápa iránti engedelmességet, és kimondták azt, hogy a pápának nincs joga megtámadni egy független uralkodót, de ha ezt megteszi, akkor a világi uralkodó megtámadhatja a Pápai Államot. XII. Lajos azonban itt nem állt meg, le kívánta tettetni II. Gyulát a pápai trónról, és ebből a célból, 1511. májusra, egyetemes zsinatot hívott össze Milánóba, azonban ez a zsinatot csak 1511. novemberben, és Pisában nyitották meg.
A pápa sem maradt tétlen. II. Gyula, 1511. július 18-án, 1512. április 12-ére, összehívta az V. Lateráni Zsinatot. A pápa, 1511. október 4-én, franciaellenes szövetséget is létre hozott, ez volt a Szent Liga. Tagjai, a Pápai Állam, az Aragóniai Királyság, a Magyar Királyság, és a Velencei Köztársaság lett (később az Angol Királyság, és a Szent Római Birodalom is csatlakozott). II. Ferdinánd királynak, az események ilyen alakulása, kedvezett. Az aragóniai uralkodó a pápát a támogatásáról biztosította, és arról, hogy – Navarrán át – meg fogja támadni XII. Lajost. II. Gyula még egyet lépett. 1511. október 24-én bullát adott ki, amelyben a pisai zsinaton résztvevő egyházi méltóságokat felmentette, sőt, a társaikat és a segítőiket kiátkozta, azaz, kiközösítette, így XII. Lajost is; a pisai zsinat egyébként a pápa helyzetét nem ingatta meg.
Visszatérve a navarrai királyi párra. 1512 sorsdöntő év volt életükben – és a Navarrai Királyság történetében is. Ahogyan II. Ferdinánd a pápának megígérte, készen állt a támadásra Navarra ellen, és a körülmények számára kedvezően alakultak.
Bár 1512. április 11-én, a ravennai csatában, a francia és a ferrarai sereg, nagy győzelmet aratott a kasztíliai-aragóniai egységek, és a Pápai Állam csapatai felett, nagy volt a győzelem ára: A franciák fővezére, Gaston de Foix, elesett az ütközetben. Testvére, Germána Foix, aragóniai királyné, azonnal jelezte XII. Lajos királynak, hogy fenntartja néhai testvére követeléseit, Navarra és Foix iránt, de igényeit a francia király visszautasította. Germána férje, II. Ferdinánd – nyilvánvalóan – teljes mértékben támogatta a feleségét.
Ezzel nem csak Katalin királynő és III. János, hanem a francia király is nehéz helyzetbe került. XII. Lajosnak, Gaston de Foix halála miatt, már nem fűződött érdeke a navarrai királyi párral való ellenségeskedéshez, hiszen Germána Foix követelésének teljesítése, de facto, II. Ferdinánd navarrai uralmát jelentette volna.
II. Ferdinánd meg is kezdte a támadásra a felkészülést. Az 1512 tavaszán, illetve nyarán, az aragóniai király és Pedro II de Navarra, a Navarrai Királyság marsallja között folytatott tárgyalások eredménytelenek maradtak. 1512. május végén megérkezett Pamplonába XII. Lajosnak a követe, aki közeli rokona volt a navarrai ügyekre változatlanul nagy befolyással bíró Nagy Alain-nek, az útja nem is volt eredménytelen. A navarrai uralkodók követeket küldtek Blois-ba, XII. Lajoshoz, vezetőjük Nagy Alain lett, később ő írta alá a francia királlyal létrejött szerződést. A tárgyalások eredményeképpen ugyanis, a Francia Királyság és a Navarrai Királyság között, 1512. július 18-án létrejött blois-i szerződésnek, a lényeges pontjai, a következők voltak:
Egymást nem támadják meg, egymás területeit (tartományait) tiszteletben tartják, és egymásnak kölcsönösen segítséget nyújtanak. Nem engedik át területükön azokat a csapatokat, amelyek bármelyikük ellen harcolnak. Ezt konkretizálták is: Navarra nem engedi át azokat a seregeket, amelyek Kasztíliát, vagy Aragóniát támadnák, és azokat sem, amelyek Franciaországot támadnák. A felek kötelesek részt venni a bármelyikük által megkötött baráti- vagy szövetségi szerződésben.
Vannak, akik úgy vélik, hogy Katalin és III. János, a ravennai francia győzelemre tekintettel, nem látták reálisan az európai helyzetet, az erőviszonyokat. Tény azonban az, hogy – a blois-i szerződésnek, a csapatátengedést tiltó kikötése ellenére –, a megállapodás egyéb pontjai szerint, Navarra szövetségesi szerződést kötött a Francia Királysággal, azaz, az eddig sikeresen őrzött semlegességét feladta; igaz, erre Katalin és III. János rákényszerültek, II. Ferdinándnak és feleségének, Foix Germánának a fellépése miatt.
II. Ferdinánd nagyon jól értesült volt, és 1512. július 12-én közzétette a „feltételezett blois-i szerződést”, ezzel igazolva azt, hogy a kasztíliai-aragóniai haderő, már július 10-én, megtámadta Navarrát. A főhadtest, Fadrique Álvarez de Toledo y Enríquez (1460-1531), Alba de Tormes második hercege vezérletével, megállíthatatlanul nyomult előre. Pamplona, a gyengén megerősített főváros, július 25-én megadta magát, Katalin és III. János, pár nappal korábban, elhagyták a várost, Alsó-Navarrába távoztak. Szeptemberre, a kis királyságból, Felső-Navarra, teljes egészében, II. Ferdinánd uralma alá került. A navarrai királyi pár sohasem fogadta el Felső-Navarra elvesztését, szeptember 30-án kelt kiáltványukban, „erőszakos bitorlónak” nevezték II. Ferdinándot.
Az aragóniai király, az invázió alátámasztásaként, hivatkozott II. Gyula pápa, 1512. július 21-én kelt, Pastor Ille Caelestis bullájára, azonban II. Ferdinánd ezt csak hetekkel később vehette kézhez, azaz, csak akkor, amikor a harctéren már minden eldőlt. A bullát az uralkodó római követének kérésére adta ki a pápa, II. Ferdinánd ugyanis azt szerette volna elérni, hogy pápa kiközösítse a XII. Lajost támogatókat (hiszen, a pisai zsinat kapcsán, a francia uralkodót is kiközösítette). A pápa azonban, sem Navarrát, sem a navarrai királyi párt, nem említi a bullában, nem közösít ki senkit; csak a kiközösítés terhe mellett, általánosságban, figyelmezteti a baszkokat, valamint Kantábriát, és a „környező embereket”, hogy ne tartsanak a „szakadárokkal”, ne segítség őket. (A „szakadárok” ekkor – nyilvánvalóan – XII. Lajost és támogatóit jelentették.)

### A harmadik időszak (1512-1517)
Katalin és férje már 1512-ben megkísérelték Felső-Navarra visszaszerzését.
III. János, 1512. október közepén, nem csak navarraiakkal, hanem a XII. Lajos biztosította francia erőkkel vonult be Felső-Navarrába, az utóbbiak vezére Jacques de La Palice (1470-1525) volt. A támadás ígéretesen indult, azonban Pamplonát nem tudták visszafoglalni. Fadrique Álvarez de Toledo y Enríquez, Alba de Tormes második hercege (aki a Navarra elleni támadásban is jeleskedett), nagyszerűen megszervezte a navarrai főváros védelmét. A visszafoglalási kísérlet így kudarcba fulladt, és a szövetségesek kénytelenek voltak Felső-Navarrát elhagyni.
Válaszul, 1513-ban, II. Ferdinánd újabb pápai bullával kívánta igazolni navarrai beavatkozásának a jogosságát. II. Gyula pápa, állítólag, 1513. február 18-án, három nappal a február 21-én, lázban bekövetkezett halála előtt, kiadta az Exigit Contumacium bullát, amelyben Katalin királynőt és III. János királyt, e méltóságuktól és a vagyonuktól megfosztva, kiközösítette; mert a (pisai zsinattal) egyházszakadást okozó (és szintén kiközösített) XII. Lajos mellé álltak. Vannak, akik II. Ferdinánd készítette hamisítványnak tartják ezt a bullát. Van azonban olyan feltételezés is, hogy az aragóniai királynak – aki jelentős befolyással bírt Rómában – a követe, a pápai udvarban, valakinek a megvesztegetésével, a pápának az aláírását meg tudta szerezni, de azt, hogy ezzel az aláírással, valójában, milyen bullát bocsátanak ki, arról már maga, a pápa, nem értesülhetett. Van továbbá olyan állítás is, ezt a bullát, II. Ferdinánd kérésére, módosítottan, de X. Leó pápa megerősítette, és ezzel szemben a navarrai diplomácia 1514 és 1515-beli (sőt, 1516-beli, lásd lejjebb) erőfeszítései, hiába valónak bizonyultak; ami azért elgondolkodtató, mert XII. Lajos, a pápával 1513. december 17-én történt megállapodása folytán, már mentesült a kiközösítés alól.
Katalin és III. János helyzetét megnehezítette az, hogy a – Szent Liga tagjai által körül zárt – XII. Lajos, és II. Ferdinánd, 1513. április 1-én, Urtubia (Urtubie) várában, békeszerződést kötöttek. Az aragóniai király lemondott a Foix-i Grófságról, és a Béarn-i Algrófságról, a francia uralkodó pedig elfogadta II. Ferdinánd uralmát a Nápolyi Királyságban, és azt, hogy nem támogatja Katalint, valamint III. Jánost. A megállapodás előtt, 1513. márciusban, a pamplonai Cortes, II. Ferdinándot elfogadta Navarra királyának. A francia és az aragóniai király, az urtubiai szerződését, 1514. márciusban, Orléans-ban, újabb szerződés aláírásával, megerősítette.
A kasztíliai rendi gyűlés, 1515. június 11-én, Burgosban a Navarrai Királyságot a Kasztíliai Királyság részévé nyilvánította, azaz, gyakorlatilag beolvasztotta Kasztíliába (a kasztíliaiak nagyobb áldozatot hoztak, Felső-Navarra megszerzése kapcsán, mint az aragóniaiak).
A döntésben közrejátszott az, hogy XII. Lajos, 1515. január 1-én, meghalt, és utóda, I. Ferenc (1494-1547) király, Katalint és III. Jánost a támogatásáról biztosította.
1516. január 25-én II. Ferdinánd meghalt. A kasztíliai és az aragóniai helyzet bizonytalannak tűnt: Őrült Johanna, a szellemi állapota miatt, a tényleges uralkodásra nem volt képes, a fia, I. Károly (1500-1558) spanyol király, még tapasztalatlan, fiatal uralkodó volt. Katalin és III. János úgy döntöttek, hogy megkísérlik Felső-Navarra visszaszerzését, annak ellenére, hogy I. Ferenc, az itáliai lekötöttségei miatt, nem tudott nekik segítséget adni; és a navarrai diplomáciának, konkrétan, Pedro II de Navarra marsallnak, az uralkodók hűséges hívének, a kísérlete az Apostoli Szentszék előtt, hogy Katalin és III. János a Navarrai Királyságot visszakaphassák, kudarcot vallott.
1516. március elején, III. János és Pedro II de Navarra marsall vezérletével, Katalinnak és férjének a csapatai, be is hatoltak Felső-Navarrába. Azonban Francisco Jiménez de Cisneros (1436?-1517) bíboros, a Kasztíliai Királyság kormányzója, számított erre, és fel is készült a támadásra, megszervezte Felső-Navarra védelmét. 1516. március végén, a Roncal mellett vívott csatában, a Cristóbal Villalba (1475-1516) hidalgo vezérelte kasztíliai erők, döntő győzelmet arattak Pedro II de Navarra csapatai ellen. A marsall veresége után, III. János a visszavonulás mellett döntött, a második visszafoglalási kísérlet sem sikerült, Katalin és III. János számára, Felső-Navarra végleg elveszett.
III. János 1516. június 17-én, I. Katalin 1517. február 12-én elhunyt. A királynőt Lescar székesegyházában, a Béarni Algrófságban, helyezték örök nyugalomra férje, és bátyja, I. Ferenc Phoebus mellé.
I. Katalin és III. János házasságából tizennégy gyermek született. Legkisebb leányuk, Albret Izabella (1513/1514-1571/1572) hercegnő, I. (Szapolyai) János (1480/1487-1540), magyar király feleségjelöltjeként is szerepelt, az 1530-as években. Utódjuk, a legidősebb, csecsemőkort túlélt fiuk, II. Henrik lett. Az ő unokája, III. Henrik navarrai király lett az első Bourbon-házi király a francia trónon, IV. Henrik néven, 1589-ben. 1589-tól, a francia forradalomig, a francia királyok hivatalos címzése, Franciaország és Navarra királya volt.

## Gyermekei
- Férjétől, III. (Albret) Jánostól (1477–1516), Tartas algrófjától, iure uxoris navarrai királytól, tizennégy gyermeke született:
  - Anna (1492–1532), navarrai királyi hercegnő, trónörökös, Navarra régense, nem ment férjhez, gyermekei nem születtek, jegyesei: Gaston de Foix (1489–1512) navarrai királyi herceg, Narbonne algrófja, valamint Candale-i János (Jean de Foix-Candale) (?–1532), Astarac grófja, Candale-i Anna (1484-1506) magyar királyné unokaöccse,
  - Magdolna (1494–1504), navarrai királyi hercegnő,
  - Katalin (1495–1532), navarrai királyi hercegnő, Caen apátnője, jegyese I. (Braunschweigi) Ernő (1497–1546), lüneburgi fejedelem,
  - János (Pamplona, 1496. április – Pamplona, 1496. augusztus), navarrai királyi herceg és trónörökös, Viana hercege,
  - Kvitéria (1499–1536), navarrai királyi hercegnő, Montivilliers apátnője,
  - N. (fiú) (1500–1500), navarrai királyi herceg,
  - András Phoebus (Pamplona, 1501. október 14. – Sangüesa, 1503. április 17.), navarrai királyi herceg és trónörökös, Viana hercege,
  - Henrik (1503–1555), II. Henrik néven navarrai király, felesége Angoulême-i Margit (1492–1549), Angoulême grófnője (Valois-ház), I. Ferenc (1494-1547) francia király nővére, és IV. Károly (1489-1525) alençoni herceg özvegye, négy gyermekük született, és II. Henriknek egy házasságon kívüli gyermeke is,
    - Albret Johanna (1528–1572), III. Johanna néven navarrai királynő, első férje: III. Vilmos (1516–1592), Jülich, Kleve és Berg hercege[22] elváltak, gyermekeik nem születtek,; második férje: Bourbon Antal (1518–1562), Vendôme hercege, iure uxoris navarrai király, öt gyermekük született, közöttük:
      - (2. házasságából): Bourbon Henrik (1553–1610), III. Henrik néven navarrai király, IV. Henrik néven francia király,

  - Bonaventura (1505–1510/1511), navarrai királyi hercegnő,
  - Márton Phoebus (1506 után–1512 után), navarrai királyi herceg,
  - Ferenc (1508–1512), navarrai királyi herceg,
  - Károly (1510–1528) navarrai királyi herceg, nem nősült meg, gyermekei nem születtek,
  - Izabella (Erzsébet) (1513/1514–1571/1572) navarrai királyi hercegnő, I. (Szapolyai) János (1480/1487-1540), magyar király feleségjelöltje, férje I. Renátusz (I. René de Rohan) (1516–1552), Porhoët grófja, öt gyermekük született,
  - N. (fiú) (meghalt fiatalon).

## Családfa
| IV. Gaston foix-i gróf sz. 1423. II. 26. † 1472. VII. 25. | IV. Gaston foix-i gróf sz. 1423. II. 26. † 1472. VII. 25. |                                               |                                               | I. Eleonóra navarrai királynő sz. 1426. II. 2. † 1479. II. 12. | I. Eleonóra navarrai királynő sz. 1426. II. 2. † 1479. II. 12. |  |  | VII. Károly francia király sz. 1403. II. 22. † 1461. VII. 22. | VII. Károly francia király sz. 1403. II. 22. † 1461. VII. 22. |                                                  |                                                  | Anjou Mária sz. 1404. X. 14. † 1463. XI. 29. | Anjou Mária sz. 1404. X. 14. † 1463. XI. 29. |
|                                                           |                                                           |                                               |                                               |                                                                |                                                                |  |  |                                                               |                                                               |                                                  |                                                  |                                              |                                              |
|                                                           |                                                           |                                               |                                               |                                                                |                                                                |  |  |                                                               |                                                               |                                                  |                                                  |                                              |                                              |
|                                                           |                                                           | Gaston vianai herceg sz. 1444 † 1470. XI. 23. | Gaston vianai herceg sz. 1444 † 1470. XI. 23. |                                                                |                                                                |  |  |                                                               |                                                               | Valois Magdolna sz. 1443. XII. 1. † 1495. I. 23. | Valois Magdolna sz. 1443. XII. 1. † 1495. I. 23. |                                              |                                              |
|                                                           |                                                           |                                               |                                               |                                                                |                                                                |  |  |                                                               |                                                               |                                                  |                                                  |                                              |                                              |
|                                                           |                                                           |                                               |                                               |                                                                |                                                                |  |  |                                                               |                                                               |                                                  |                                                  |                                              |                                              |
|                                                           |                                                           |                                               |                                               |                                                                |                                                                |  |  |                                                               |                                                               |                                                  |                                                  |                                              |                                              |

|                                              |                                              | III. (Albret) János sz. 1477. † 1516. VI. 17. OO 1484. VI. 14./1491 | III. (Albret) János sz. 1477. † 1516. VI. 17. OO 1484. VI. 14./1491 | I. (Foix) Katalin sz. 1470. † 1517. II. 12.                        | I. (Foix) Katalin sz. 1470. † 1517. II. 12.                        |                                             |                                             |                                           |                                           |
|                                              |                                              |                                                                     |                                                                     |                                                                    |                                                                    |                                             |                                             |                                           |                                           |
|                                              |                                              |                                                                     |                                                                     |                                                                    |                                                                    |                                             |                                             |                                           |                                           |
| Anna sz. 1492. V. 19. † 1532. VIII. 15. után | Anna sz. 1492. V. 19. † 1532. VIII. 15. után | Magdolna sz. 1494. III. 29. † 1504. V.                              | Magdolna sz. 1494. III. 29. † 1504. V.                              | Katalin sz. 1495. † 1532. XI.                                      | Katalin sz. 1495. † 1532. XI.                                      | János sz. 1496. IV. † 1496. VIII.           | János sz. 1496. IV. † 1496. VIII.           | Kvitéria sz. 1499. † 1506. IX. 13./X. 30. | Kvitéria sz. 1499. † 1506. IX. 13./X. 30. |
|                                              |                                              |                                                                     |                                                                     |                                                                    |                                                                    |                                             |                                             |                                           |                                           |
| N. (fiú) sz. 1500. (vége) † 1500/1.          | N. (fiú) sz. 1500. (vége) † 1500/1.          | András Phoebus sz. 1501. X. 14. † 1503. IV. 17.                     | András Phoebus sz. 1501. X. 14. † 1503. IV. 17.                     | II. Henrik sz. 1503. IV. 25. † 1555. V. 29.                        | II. Henrik sz. 1503. IV. 25. † 1555. V. 29.                        | Bonaventura sz. 1504. VII. 14. † 1510/1511. | Bonaventura sz. 1504. VII. 14. † 1510/1511. | Márton Phoebus sz. 1506. után † 1512 után | Márton Phoebus sz. 1506. után † 1512 után |
|                                              |                                              |                                                                     |                                                                     |                                                                    |                                                                    |                                             |                                             |                                           |                                           |
| Ferenc sz. 1508 † 1512. IX. 28. után         | Ferenc sz. 1508 † 1512. IX. 28. után         | Károly sz. 1510. XII. 12. † 1528. IX. 19.                           | Károly sz. 1510. XII. 12. † 1528. IX. 19.                           | Izabella (Erzsébet) sz. 1513. IX./1514. VII. † 1571. VI. után/1572 | Izabella (Erzsébet) sz. 1513. IX./1514. VII. † 1571. VI. után/1572 | N. (fiú) sz. ? † ?                          | N. (fiú) sz. ? † ?                          |                                           |                                           |

### Könyvek
- Diccionario de historia de España I-III, Madrid, 1968–1969
- Battista Mondin: Pápák enciklopédiája, Szent István Társulat, az Apostoli Szentszék Könyvkiadója, Budapest, 2001
- Crescencio Gallego Pellitero: Síntesis histórica de los reyes en España (Años 364–1994), Vigo, 1994
- Weiszhár Attila – Weiszhár Balázs: Háborúk lexikona, Athenaeum 2000 Kiadó, Budapest, 2004
- Elena Woodacre: Queens Regnant of Navarre.Succession, Politics, and Partnership, 1274–1512. Palgrave Macmillan, New York, 2013

### Interneten elérhető könyvek és tanulmányok
- Raoul Anthony: Identification et Étude des Ossements des Rois de Navarre inhumés dans la Cathédrale de Lescar.  – hozzáférés: 2022. szeptember 18.
- Gran Enciclopedia de Navarra.  – hozzáférés: 2022. szeptember 22.
- Ferdinand Gregorovius: Geschichte der Stadt Rom im Mittelalter. Vom V. bis zum XVI. Jahrhundert.  – hozzáférés: 2022. szeptember 18.
- José Maria Lacarra: Historia politica del reino de Navarra, desde sus origenes hasta su incorporacion a Castilla, I-III. , Archiválva 2022. február 18-i dátummal a Wayback Machine-ben – hozzáférés: 2022. szeptember 18.
- Álvaro Adot Lerga: Itinerario de los Reyes privativos de Navarra: Juan III de Albret-Catalina I de Foix (1483-1517).  – hozzáférés: 2022. szeptember 18.
- Amada López de Meneses: El último infante de Navarra, Carlos de Albret.  – hozzáférés: 2022. szeptember 18.
- Víctor Manuel Arbeloa Muru: La desaparición casi inevitable del pequeño reino pirenaico.  – hozzáférés: 2022. szeptember 18.
- Real Academia de la Historia DB~e (Diccionario Biográfico Español de la Real Academia de la Historia).  – hozzáférés: 2022. szeptember 18.

### Külső web-lapok
- – hozzáférés: 2022. szeptember 18.
- – hozzáférés: 2022. szeptember 18.
- – hozzáférés: 2022. szeptember 18.
- – hozzáférés: 2022. szeptember 18.
- – hozzáférés: 2022. szeptember 18.
- – hozzáférés: 2022. szeptember 18.
- Archiválva 2021. január 28-i dátummal a Wayback Machine-ben – hozzáférés: 2022. szeptember 18.
- – hozzáférés: 2022. szeptember 18.
- – hozzáférés: 2022. szeptember 18.
- – hozzáférés: 2022. szeptember 18.
- – hozzáférés: 2022. szeptember 18.
- – hozzáférés: 2022. szeptember 18.